# Venado Tuerto
Venado Tuerto es una ciudad ubicada en el departamento General López, al sudoeste de la Provincia de Santa Fe, Argentina. Es la urbe más importante en cuanto a cantidad de población del sur provincial y la sexta más poblada de la provincia detrás de Rosario, Santa Fe, Rafaela, Villa Gobernador Gálvez y Reconquista.
Se encuentra ubicada a 335 km de Santa Fe, a 100 km de la ciudad de Rufino, a 232 km de la ciudad de El Trébol, a 165 km de Rosario, a 145 km de la ciudad de Pergamino y a 365 km de la Ciudad de Buenos Aires, en la intersección de las rutas nacionales 8 y 33, lo que la hace un nexo importante en la región.
Fue fundada el 26 de abril de 1884 por Eduardo Casey, y alcanzó el estatus de ciudad el 16 de diciembre de 1935.
Dado que en esta ciudad se compuso la Marcha San Lorenzo, es conocida como «Cuna de la Marcha San Lorenzo». El Museo Regional y Archivo Histórico "Cayetano Alberto Silva" es una muestra de este hito, llamado así por haber sido la casa que habitó el compositor de su música, el uruguayo Cayetano Alberto Silva.
La ciudad también recibe las denominaciones de «La Esmeralda del Sur» y «La Capital Nacional de la Semilla» (en referencia a la riqueza de sus cultivos). Es considerada una de las ciudades más ricas de la República Argentina, en virtud de su alto PBI per cápita.

## Toponimia
El nombre de Venado Tuerto guarda una leyenda folclórica que dice lo siguiente:

«Por los parajes de la laguna del Hinojo donde existió un fuerte militar solía pastar un venadito al que le faltaba un ojo perdido en un ataque sufrido ante los indígenas. Desde entonces, cada vez que se aparecía en el fortín, era aviso seguro de la proximidad del malón, hecho que permitía a los soldados refugiarse y defenderse del ataque. En épocas de sequía, conducía a las tropas por buenos pastos y aguas, lo que le valió el reconocimiento de aquellos hombres.»

Se cuenta que en tiempos de los aborígenes y de malones, a este venado lo refugiaban en el fortín cuando se acercaba el peligro, alertando además a los pobladores,  quienes también podían resguardarse a tiempo. Pero durante una cacería mataron al venado y en conmemoración, bautizaron la laguna de ese lugar como Venado Tuerto.
Por la década de 1880, el fundador de la ciudad Eduardo Casey, en un paseo por sus tierras, se encontró con dicha laguna, en donde le fue narrada esta historia y decidió bautizar la ciudad con ese nombre.

La compra de los terrenos en donde se fundó la ciudad fue la operación inmobiliaria de tierras más cara de la historia del país hasta ese momento.

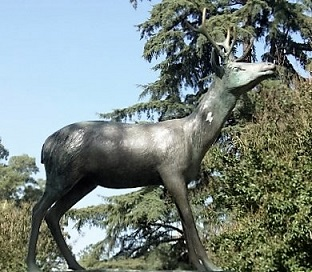
Monumento al Venado Tuerto "El Venadito", ubicado en la Plaza San Martín

Se conocen otras versiones que pudieron haber dado origen al nombre de «Venado Tuerto».
Una de ellas indica que antes de la llegada de Eduardo Casey, estos parajes ya se conocían con dicho nombre debido a que próximo a una laguna que existía en el distrito de lo que hoy conocemos como Christophersen, vivía un hombre extraño, en la mayor soledad y alejado tanto del blanco como del indígena lo que despertaba verdadera curiosidad; se ocultaba en los pajonales y se suponía que sus facultades mentales estaban alteradas, razón por la cual el indígena le temía. Se dice además que era tuerto y por el hecho de no tener la compañía de una mujer recibía el mote de «venado»; de allí que cuando hacían referencia al sitio, se lo reconocía como paraje del «venado tuerto».
La segunda versión tiene que ver con «aparecidos», creencia tan común en el ámbito rural argentino, y cuenta que en oportunidad en que un cuatrero que llegaba a afincarse en estos parajes solitarios, cabalgaba al caer la tarde, junto a un cañadón y de pronto, de entre las matas de juncos, surgió la figura de un venado que arrojaba fuego por su único ojo asustando al caballo que emprendió alocada carrera hasta detenerse en el poblado. Conocido el hecho, comenzó a tenerse respeto por esta visión ya que los parroquianos, supersticiosos, creían ver en ella el espíritu del venado tuerto protegiendo el lugar.

## Intento de Cambio de Nombre
El nombre de «Venado Tuerto» no era aceptado por todos los pobladores ya que lo consideraban desagradable y sin significación cierta. Esto motivó que se solicitara su cambio en más de una oportunidad.
En la sesión ordinaria del 28 de agosto de 1895 en las Cámaras de la Provincia de Santa Fe, el diputado Ramón Lucero defendía la nominación ante la petición de la colonia inglesa de cambiarlo por el de «Villa Palmira».
Por otra parte, los amigos del fundador sugerían que fuera suplantado por el de «Ciudad Casey».
En 1947, según la crónica, un senador provincial, cuya identidad se desconoce, generaba preocupación en la comunidad ante el propósito de cambiar el nombre de «Venado Tuerto» por el de «Leandro N. Alem».
Próximo a la celebración del cincuentenario de la ciudad, se conoció una insólita encuesta que auspiciaba el diario La Capital de la ciudad de Rosario, opinando que al pueblo debía cambiársele el nombre. Fue entonces cuando el diario El Alba promovió lo que podemos llamar una contra encuesta con estas preguntas: «¿Es usted partidario de cambiarle el nombre a nuestra ciudad?». (Téngase en cuenta que todavía no se había alcanzado el rango de ciudad) «¿Qué nombre debería ponérsele?». Pero los venadenses siguieron prefiriendo el de la leyenda del venadito.

## Clima
El clima es templado, con una temperatura media anual de 16,9 grados, caracterizado por veranos cálidos y húmedos, donde se registran la mayor cantidad de precipitaciones; e inviernos frescos por las mañanas y templados por las tardes. Las heladas se producen en pocas oportunidades en invierno, y si bien se han registrado nevadas, estas ocurren muy rara vez. De acuerdo con la Clasificación climática de Köppen, la zona presenta un clima denominado como templado húmedo
Las precipitaciones se registran principalmente en los meses de verano, reduciéndose en el otoño y el invierno; y el promedio anual de lluvias para la ciudad es de unos 960 mm. Puede haber variaciones mayores o menores dependiendo de los fenómenos de La Niña, en la cual las precipitaciones disminuyen, o El Niño en el cual las mismas aumentan.
En el siguiente gráfico se pueden observar los valores climatológicos medios 1988-2010:

| Climograma de Venado Tuerto | Climograma de Venado Tuerto | Climograma de Venado Tuerto | Climograma de Venado Tuerto | Climograma de Venado Tuerto | Climograma de Venado Tuerto | Climograma de Venado Tuerto | Climograma de Venado Tuerto | Climograma de Venado Tuerto | Climograma de Venado Tuerto | Climograma de Venado Tuerto | Climograma de Venado Tuerto |
| --- | --------------------------- | --------------------------- | --------------------------- | --------------------------- | --------------------------- | --------------------------- | --------------------------- | --------------------------- | --------------------------- | --------------------------- | --------------------------- |
| E | F                           | M                           | A                           | M                           | J                           | J                           | A                           | S                           | O                           | N                           | D                           |
| 115 16 30 | 101 16 28                   | 136 14 27                   | 90 10 23                    | 43 7 20                     | 17 4 16                     | 18 3 16                     | 19 5 19                     | 43 6 21                     | 90 10 24                    | 92 13 27                    | 130 15 29                   |
| temperaturas en °C • totales de precipitación en mm |                             |                             |                             |                             |                             |                             |                             |                             |                             |                             |                             |
| Conversión sistema imperial\| E \| F \| M \| A \| M \| J \| J \| A \| S \| O \| N \| D \| \| 4.5 61 86 \| 4 61 82 \| 5.4 57 81 \| 3.5 50 73 \| 1.7 45 68 \| 0.7 39 61 \| 0.7 37 61 \| 0.7 41 66 \| 1.7 43 70 \| 3.5 50 75 \| 3.6 55 81 \| 5.1 59 84 \| \| temperaturas en °F • totales de precipitación en pulgadas \| \| \| \| \| \| \| \| \| \| \| \| |                             |                             |                             |                             |                             |                             |                             |                             |                             |                             |                             |
| E | F                           | M                           | A                           | M                           | J                           | J                           | A                           | S                           | O                           | N                           | D                           |
| 4.5 61 86 | 4 61 82                     | 5.4 57 81                   | 3.5 50 73                   | 1.7 45 68                   | 0.7 39 61                   | 0.7 37 61                   | 0.7 41 66                   | 1.7 43 70                   | 3.5 50 75                   | 3.6 55 81                   | 5.1 59 84                   |
| temperaturas en °F • totales de precipitación en pulgadas |                             |                             |                             |                             |                             |                             |                             |                             |                             |                             |                             |

## Flora
La flora que podemos encontrar es similar al resto de la Llanura Pampeana, a la cual se le han introducido con el tiempo numerosas especies exóticas como eucaliptos, pinos, fresnos y paraísos. En cuanto a la zona de pastizales podemos encontrar especies como son la cebadilla criolla, paja voladora, flechilla negra, romerillo blanco, carqueja, yerba de oveja, trébol, abrojo, y manzanilla; y en las zonas de lagunas predominan las totoras, los juncos, los cañaverales y espinillos 

## Fauna
Entre las especies que habitan el sur de la Provincia de Santa Fe y que se encuentran en los alrededores de la ciudad, se pueden mencionar el cui, el peludo, el zorro pampeano, la vizcacha y la liebre . Actualmente no es habitual la presencia de pumas y venados debido al crecimiento del área sembrada, pero formaron parte de la fauna originaria. 
En cuanto a las aves, se destacan el carancho, la perdiz, la lechuza, los colibríes, pirinchos, biguaes, patos, bandurrias, garzas, tacuaritas, cabecitas negras, los horneros, el benteveo y el tordo
En cuanto a la fauna acuática, en la ciudad se encuentra una laguna llamada "el Hinojo" donde podemos encontrar pejerreyes (Odontesthes bonariensis), el bagre (Pimelodus maculatus), la tararira (Hoplias malabaricus), las mojarritas  (Cheirodon spp.), dientudo (Oligosarcus sp.) y la anguila criolla (Synbranchus marmoratus) entre otras especies.

## Economía
Es un muy importante centro económico de la región, con un perfil productivo sustentado en actividades agrícolas e industriales y con presencia del sector comercial.
El PBI de Venado Tuerto asciende a 1.946.821.001 USD, discriminado en un 40% del sector primario, un 17% del secundario y un 43% del terciario.
Se encuentra ubicado en un sector de alta productividad en el centro de la Pampa Húmeda, con características del suelo y clima óptimos que favorecieron el desarrollo de la agricultura y la ganadería.
En materia agropecuaria integra uno de los vértices del triángulo agrario, con las ciudades de Rosario y de Pergamino. Es tierra de Argiudoles, propicia para el cultivo de soja, trigo, maíz y girasol. Por esta razón, y por la rápida comunicación con los puertos de Rosario (a través de la RN 33) y Bahía Blanca, ha sido elegida por numerosas empresas cerealeras para la instalación de sus plantas de acopio. Venado Tuerto y sus alrededores concentra el 10 % de la producción de cereales de Argentina.
Es polo de la industria semillera. El 70% de las semillas híbridas (maíz, sorgo y girasol) se producen en esta ciudad.
La ciudad cuenta con un parque industrial de 100 ha. denominado "La Victoria". En el mismo, se ubican alrededor de 74 empresas del rubro agropecuario, siderurgia, metal mecánica, textil y construcción. Desde 2008, cuenta con una Zona Primaria Aduanera, que permite el despacho de operaciones de importación y exportación y es una ventaja competitiva para la ciudad en materia de vinculación comercial internacional.

### Entramado Emprendedor
El gobierno local realiza acciones de apoyo hacia los emprendedores tales como: eventos, ferias, capacitaciones, créditos, aportes no reintegrables y entrega de insumos.
- Paseo de la Ciudad: Espacio de comercialización y promoción de emprendimientos. Más de 180 emprendedores se unen a la iniciativa.
- Venite al Parque: Espacio que se realiza todos los domingos del año en el Parque Municipal General Belgrano, donde comercializan sus productos los productores hortícolas, avísolas y emprendedores alimenticios.
- Capacitaciones: Se lleva adelante desde 2021 el programa Impulso Emprendedor que ofrece capacitaciones en diferentes temáticas para profesionalizar los emprendimientos.
- Créditos: Como parte del programa Impulso Emprendedor se diseñó una estrategia financiera de acompañamientos a los emprendimientos de la ciudad.

## División Barrial

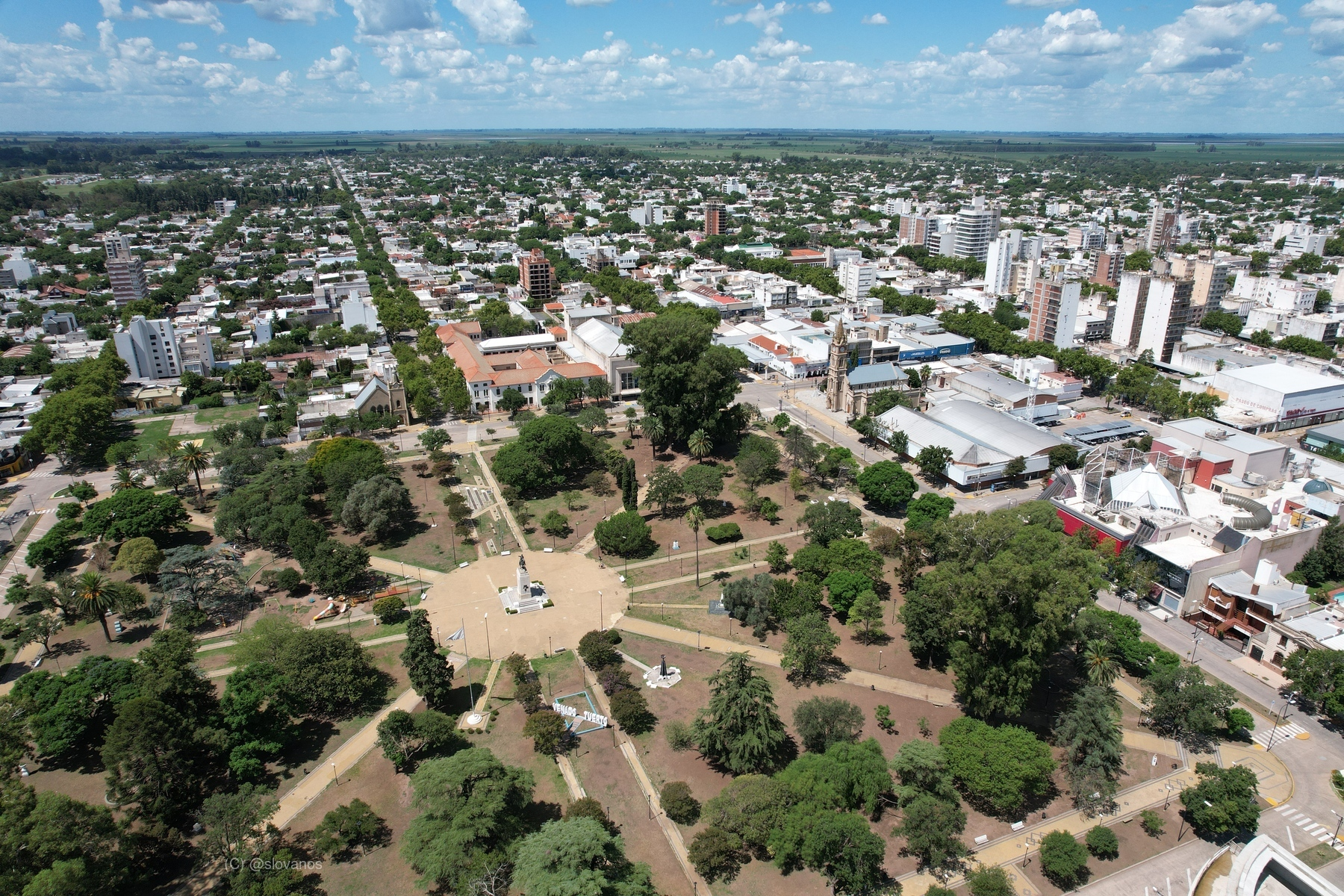
Vista panorámica hacia el Noreste

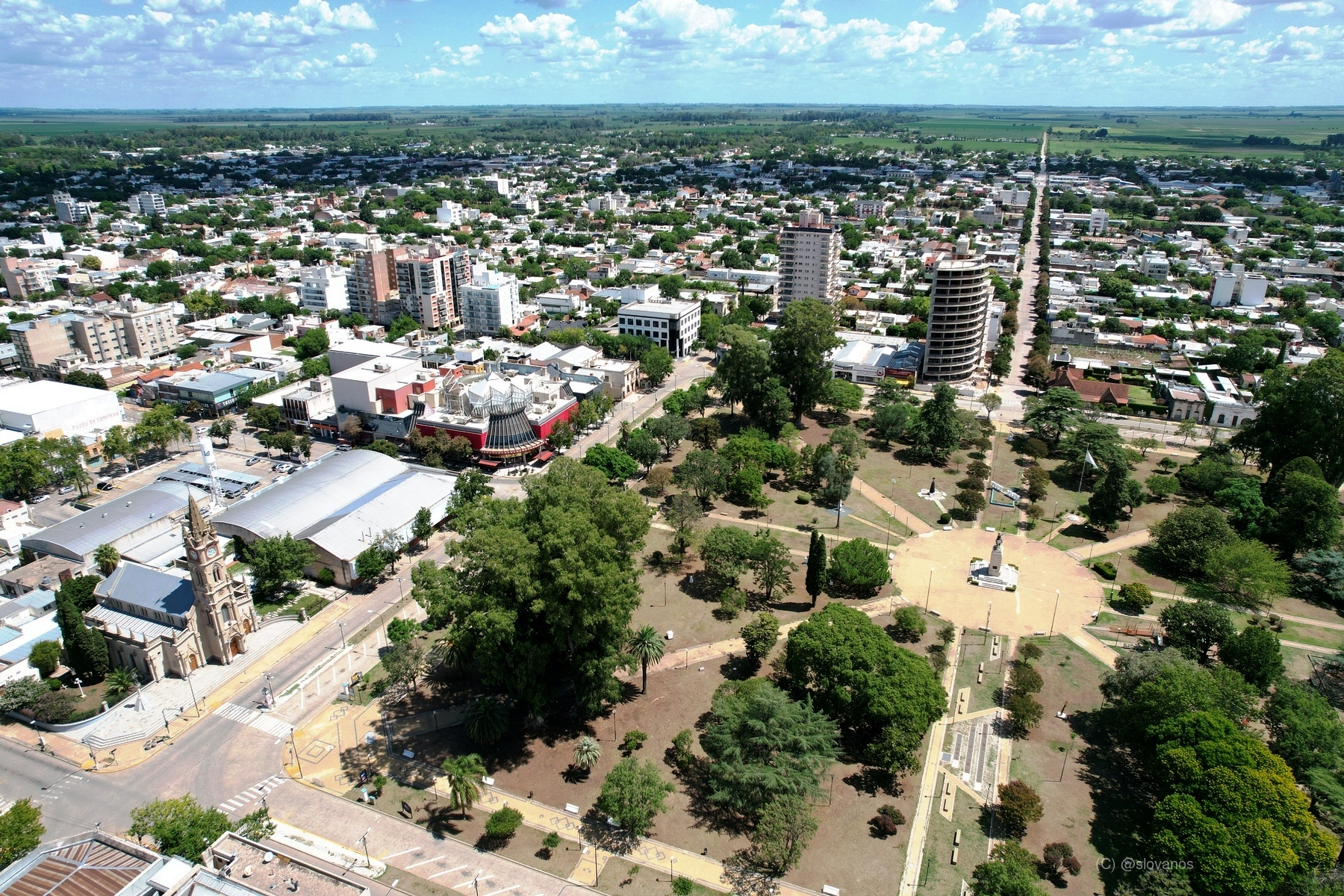
Vista panorámica hacia el Sur

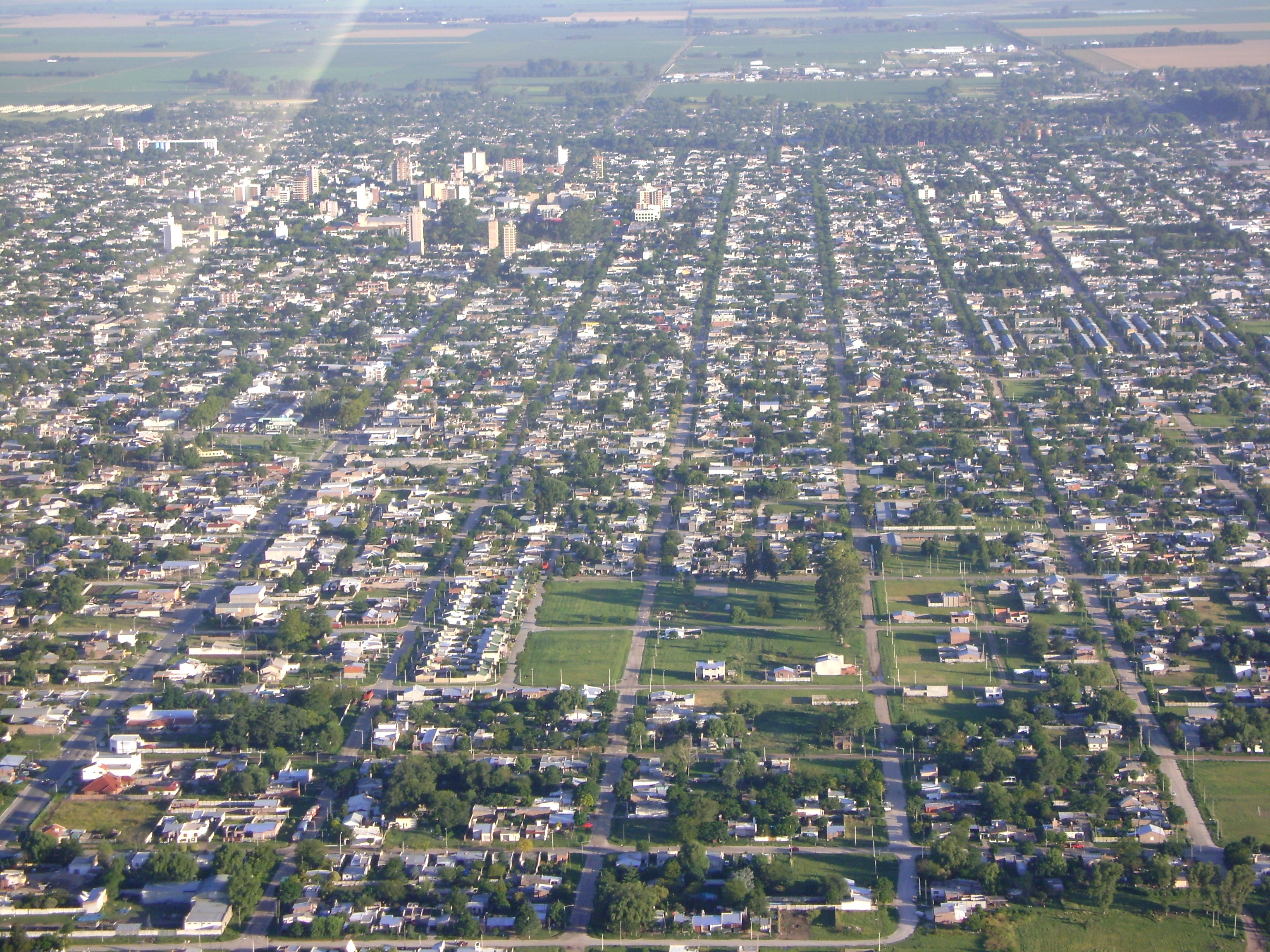
Vista aérea de la ciudad

### Barrios
Según la Ordenanza 4800/16,  la ciudad se divide en 27 barrios oficiales. Además, cuenta con dos barrios privados: La Cheltonia y Cumelén.
| Denominación                    | Límites (calles) |
| ------------------------------- | --- |
| Barrio Norte                    | Guillermo Dimmer; Santa Fe; Juan Carlos Alberdi; proyección de Calle Caseros; Comandante Espora; Brown; Estrugamou/Luis Chapuis. |
| Barrio Victoria                 | Ovidio Lagos; vías del ferrocarril hasta calle 3 de Febrero; Eterovich; proyección de calle Tucumán hasta Carelli, esta hasta Alem y por Alem hasta Ovidio Lagos (RN 8) llegando hasta Fortín el Hinojo.                                                         |
| Bernardino Rivadavia            | Brown; 12 de Octubre (RN 8); Sarmiento; calle Nº 120. |
| Cayetano Alberto Silva          | Güemes; Jacinto Gándara; Cayetano Silva; Antártida Argentina. |
| Centro I                        | Brown; Santa Fe; Rivadavia; Casey; Estrugamou. |
| Centro II                       | Brown; Estrugamou; Casey; Rivadavia; 12 de Octubre (RN 8). |
| Centro III                      | Rivadavia; Eva Perón; vías del ferrocarril; Ovidio Lagos. |
| Dr. Alejandro Gutiérrez         | Alejandro Gutiérrez (vías del ferrocarril); Pinto Lucero; Eva Perón. |
| Dr. René Gerónimo Favaloro      | Alberto de Brouckere; Esteban Maradona; Santa Fe; RN 33. |
| El Cruce                        | Guillermo Dimmer; calle Nº 120; RN 33; Marcos Ciani (RN 8). |
| Fonavi Sector IV y Ciudad Nueva | Comandante Espora; Juan Cavanagh; Enrique Alberdi; Laprida; Chaco. |
| General Belgrano                | Laprida; Entre Ríos; Antártida Argentina; Cayetano Silva; Eva Perón/Santa Fe. |
| General San Martín              | Vías del ferrocarril; Eva Perón; Juan Domingo Perón; 3 de Febrero. |
| Juan XXIII                      | Brown; Guillermo Dimmer; 12 de Octubre/Marcos Ciani (RN 8); calle Nº 120. |
| Los Robles y Los Pinos          | RN 33; Luis Chapuis; calle Nº 120; Los Mistos. |
| Malvinas Argentinas             | RN 33; Santa Fe; Guillermo Dimmer; Luis Chapuis. |
| Martín Miguel de Güemes         | Laprida; Alberto de Brouckere; Chaco; Neuquén; Güemes. |
| Papa Francisco                  | Enrique Alberdi; Juan Carlos Alberdi; Alberto de Brouckere y la continuación de Laprida cerrando hasta Enrique Alberdi. |
| Pedro Iturbide                  | Juan D. Perón; Eva Perón; Fortín el Hinojo; Alem; Carelli; hasta proyección de calle Tucumán (vereda NE); Eterovich; 3 de Febrero (vereda NE) hasta Juan D. Perón.                                                                                               |
| Provincias Unidas               | Laprida; Chaco/Neuquén; Güemes; Antártida Argentina; Entre Ríos. |
| San Cayetano                    | Comandante Espora; Natalio Perillo; Jujuy, Chaco; Laprida; Santa Fe. |
| San José Obrero                 | Guillermo Dimmer; Estrugamou/Luis Chapuis; 12 de Octubre/Marcos Ciani (RN 8); Brown. |
| San Vicente                     | Lussenhoff; Luis Chapuis; Guillermo Dimmer; Marcos Ciani (RN 8). |
| Santa Fe                        | Pinto Lucero; Neuquén; Silvestre Begnis; Eva Perón. |
| Santa Rosa                      | Chaco; los Ciruelos; prolongación de calle Los Benteveos; y las medias manzanas que se encuentran al suroeste de España; continuando hasta el límite paralelo hacia el noreste hasta Ruta Provincial 7-S, por esta hasta la prolongación de calle Los Benteveos. |
| Tiro Federal                    | Fortín El Hinojo (Ruta Provincial Nº 4-S); calle Nº 120; vías del ferrocarril y Ovidio Lagos (RN 8). |
| Villa Casey                     | Lussenhoff; Luis Chapuis; RN 33 y Marcos Ciani (RN 8). |

## Dimensión Territorial
Venado Tuerto, se encuentra en una ubicación estratégica dentro del departamento General López, consolidándose como una ciudad nodo. Presta servicios de intermediación con otras localidades del sur de la provincia en relación con actividades económicas, recreativas y de ocio, concentración industrial y servicios especializados como el hospital y las universidades.
La mayor parte del territorio de la ciudad es rural y se destina el suelo para la agricultura. El 5% de la ciudad es zona urbana y se presenta en ella el sector industrial y el sector predominante residencial. Cuenta con una zona de macrocentro de usos mixtos residenciales, comerciales, de servicios y financieros. 
Si bien hay gran cantidad de espacios verdes, la ciudad cuenta con dos de gran importancia: la Plaza San Martín y el Parque Municipal General Belgrano. Ambos son sede de ferias y eventos de gran magnitud como "Paseo de la Ciudad" y "Venite al Parque".

## Infraestructura Vial
El sistema vial se compone de los ejes principales que son las avenidas urbanas fundacionales que salen de la Plaza San Martín hacia los 4 puntos cardinales.
La infraestructura vial contempla dos rutas importantes, la Ruta Nacional 8 y Ruta Nacional 33
La RN 8, importantísima carretera internacional, un vínculo más con Uruguay y Brasil, atraviesa el casco urbano como una avenida más totalmente semaforizada. Se prevé a larguísimo plazo la construcción de una avenida para Tránsito Pesado, dado el aumento del tráfico de cargas internacional.
En lo que respecta a la RN 33, que une a dos de los puertos más importantes de Argentina, como lo son el puerto de Bahía Blanca y el puerto de Rosario (principal puerto exportador de productos agrícolas del país); el caudal de tránsito aumenta año tras año, convirtiéndose actualmente en una ruta de la muerte, intransitable en algunos tramos. Aún está en proyecto convertir esta vía en una autopista o una autovía que une a la ciudad de Rosario con la ciudad de Venado Tuerto, llegando hasta la vecina ciudad de Rufino.
Ambas rutas nacionales permiten la conexión con otros centros urbanos de importancia como Río Cuarto, Rosario, Pergamino, Buenos Aires y Rufino.

## Infraestructura Ferroviaria
La ciudad se encuentra atravesada por vías de ferrocarril que permiten la conexión de las líneas de trenes de carga hacia el sur (Rosario) y el noroeste (Tucumán y San Juan).

## Educación
- 1 Escuela de Arte
- 2 Escuelas de Educación Agrotécnica
- 4 Escuelas de Educación Especial
- 1 Escuelas de Educación Manual
- 4 Escuelas de Educación Media
- 29 Escuelas de Educación Primaria
- 5 Escuelas de Educación Privada
- 4 Escuelas de Educación Técnica
- 3 Institutos de Educación Terciaria (15 Profesorados, 8 Tecnicaturas, 1 Post-Título y 4 Actualizaciones Académicas)
- 7 Universidades (45 carreras de grado, 16 Tecnicaturas, 7 Posgrados, 7 carreras de educación continua y 8 Licenciaturas): Universidad Nacional de Rosario, Universidad Tecnológica Nacional, Universidad Empresarial Siglo 21, Universidad Blas Pascal, Universidad de Belgrano, Universidad FASTA, Universidad de Ciencias Empresariales y Sociales, Instituto CIEC.

La ciudad cuenta con varias escuelas de gestión privada como el C.A.R. (Centro Agrotécnico Regional; la única escuela en la región dedicada a la educación agrícola), la A.V.C.I. (Asociación Venadense de Cultura Inglesa), el Colegio Sagrado Corazón de Jesús y el Colegio Santa Rosa (ambos de índole cristiano-católico). Entre las escuelas públicas se encuentran el Nacional Nº 1, el Nacional Nº 2 y el ex-Normal. Además, hay tres Institutos de Educación Terciaria (Nº 7, I.C.E.S. y Dante Alighieri).

## Salud
Venado Tuerto cuenta con un Hospital Regional, doce Centros de Salud Municipal de atención primaria de la salud y dos sanatorios privados que la convierten en un centro de salud de cabecera.
El Hospital Regional inaugurado en octubre de 2017 ofrece prestaciones de segundo y tercer nivel a los habitantes de Venado Tuerto y la zona.

### Hospital Dr. Alejandro Gutiérrez
Este Hospital forma parte de un programa de arquitectura social pensado para brindar a los ciudadanos de la provincia una infraestructura integral de servicios de salud. El "sistema tipológico proyectual", desarrollado por el arquitecto Mario Corea, se basa en el desarrollo de un proyecto arquitectónico que se puede adaptar a diferentes escalas, territorios y grupos de usuarios.

### Centros de Salud Municipal
Los doce Centros de Salud Municipal se encuentran ubicados en distintos barrios de la ciudad, otorgando atención primaria de salud en pediatría; toco ginecología; clínica médica; odontología; nutrición y psicología a través de médicos y profesionales municipales.

## Participación Ciudadana
Venado Reduce, Recicla, Reutiliza con Ecobotellas: La iniciativa cuenta con un doble propósito de concientizar sobre el cuidado del ambiente y reducir el volumen de basura generada en la ciudad mediante el reciclado de plásticos de un solo uso realizando ecobotellas.
Ecoideatón Joven: Es una iniciativa que se desarrolla para concientizar a la ciudadanía en el cuidado del cambio climático. Uno de los objetivos es fortalecer el papel de los jóvenes como líderes y agentes transformadores en el municipio.
Quiero a Mi Plaza: Propone el codiseño de los espacios públicos de la ciudad a partir d algunas propuestas que realizan los vecinos.
Concejales Por Un Día: Es u programa de participación ciudadana para las juventudes que promueve la actividad política como herramientas fundamentales para transformar y mejorar la vida de los vecinos de la ciudad mediante proyectos legislativos.
Reciclar Venado: Consiste en un programa de vecinos voluntarios que se consolidan como educadores ambientales. El objetivo es concientizar y logar que cada vez más personas separen los inorgánicos de lo orgánico con el fin de disminuir el impacto ambiental y social producido por los residuos.

## Deportes
La zona es conocida como un «semillero del fútbol argentino»[cita requerida], destacados futbolistas son originarios de la ciudad y sus alrededores. De la misma manera ocurre en otros deportes como el básquet donde Walter Herrmann jugó en la selección y en la NBA; en el fútbol se encuentran 2 equipos jugando el Argentino B: Club Sportivo Rivadavia y Club Atlético Jorge Newbery, y otros en el Argentino C. El polo, en donde destacó el equipo de Venado Tuerto; en patín competición, un número de integrantes del seleccionado argentino consiguió la medalla dorada en la especialidad de Precisión y una plateada en la especialidad Show en el campeonato mundial realizado en el Estadio Luna Park. Guillermo Coria, nacido en Rufino pero formado en el Club Centenario, llegó a lo más alto del tenis mundial. En deportes individuales como ciclismo, atletismo, golf, ajedrez, automovilismo, entre otros, la ciudad también tiene destacadísimos deportistas, tanto a nivel nacional como mundial. También se encuentra el CEF (Centro de Educación Física) (antes Palacio Municipal), donde se desarrollan distintos tipos de actividades y deportes para todas las edades. A mediados de los '80 comenzaron a verse muy buenas recreaciones de parte de los deportistas, ya sea desde el hockey, vóley, balonmano, gimnasia artística entre otras que se desarrollan. También se encuentra el Jockey Club, donde se practican varios deportes, destacándose el golf, el rugby y el hockey.
Una muestra de la importancia que el deporte tiene para los habitantes de la ciudad es el flamante “Paseo del Deporte”, ubicado en el Parque Municipal Manuel Belgrano, donde están plasmados los nombres de los deportistas más destacados de la ciudad.

### Automovilismo
La ciudad es sede del equipo Maquin Parts de Turismo Carretera y TC Pista. En 2019, Ever Franetovich obtuvo el título de campeón de la Clase 2 del Turismo Nacional a bordo de un Fiat Palio.

### Básquet
El club Olimpia Basketball Club participó en siete temporadas de la Liga Nacional de Básquet, obteniendo el título en 1996. Ese mismo año, se consagró campeón de la Liga Sudamericana de Clubes y disputó la Copa Intercontinental FIBA. 

### Polo
Fundado en abril de 1888, el Venado Tuerto Polo & Athletic Club es el club más antiguo del país.
Su equipo Venado Tuerto, conformado por Juan L. Cavanagh, Roberto Cavanagh, Enrique J. Alberdi y Juan C. Alberdi, se ha consagrado 7 veces ganador del Campeonato Argentino Abierto de Polo: Ediciones 51° (1944), 53° (1946), 54° (1947), 55° (1948), 56° (1949), 57° (1950) y 62° (1955).

Además, sus socios Arturo Kenny y Roberto Cavanagh fueron consagrados campeones olímpicos en París 1924 y Berlín 1936 respectivamente.
Cada año se celebran las copas Balfour (desde 1924), Tomás B. Kenny y San Gabriel. 

### Pelota Paleta
La ciudad ha sido declarada Capital Nacional de la Pelota Paleta, debido a la gran cantidad de campeones provinciales, nacionales, panamericanos y mundiales que posee: Alejandro Tarducci, Federico Elortondo, Sergio Supan, Fernando Elortondo, Oscar Martiarena, Flavio Algarbe, Cristian Algarbe, Rodrigo Moyano, Román Maldonado y Agustín Maldonado. Además, múltiples pelotaris de la ciudad salieron Campeón Argentino en distintas categorías, como Arduino, Trova, Rooney, Downes, Etcharri, Ponce, Sordoni, Ansaldi, Supan, Martiarena, Maldonado, Moyano, Frossini, y Alustiza.

## Cultura
La ciudad es cuna de una gran cantidad de músicos que alcanzaron fama nacional e internacional, tanto en música académica como Jazz, Rock y Pop. Entre ellos el compositor y pianista Gustavo Beytelmann, el compositor y cantante Chris de Burgh (aunque luego fue residente de la zona rural de la localidad de San Eduardo), el baterista José "Jota" Morelli, el pianista y compositor Leo Genovese, el bajista Gustavo "Pulga" Luciani, el baterista Juan Chiavassa y muchos otros más. En otros casos, entre algunos músicos no oriundos de la ciudad pero que se criaron y/o dejaron huella en la escena local se encuentran Walter Ríos, José Luis "Sartén" Asaresi y Marcelo "Quintino" Cinalli.

## Museo

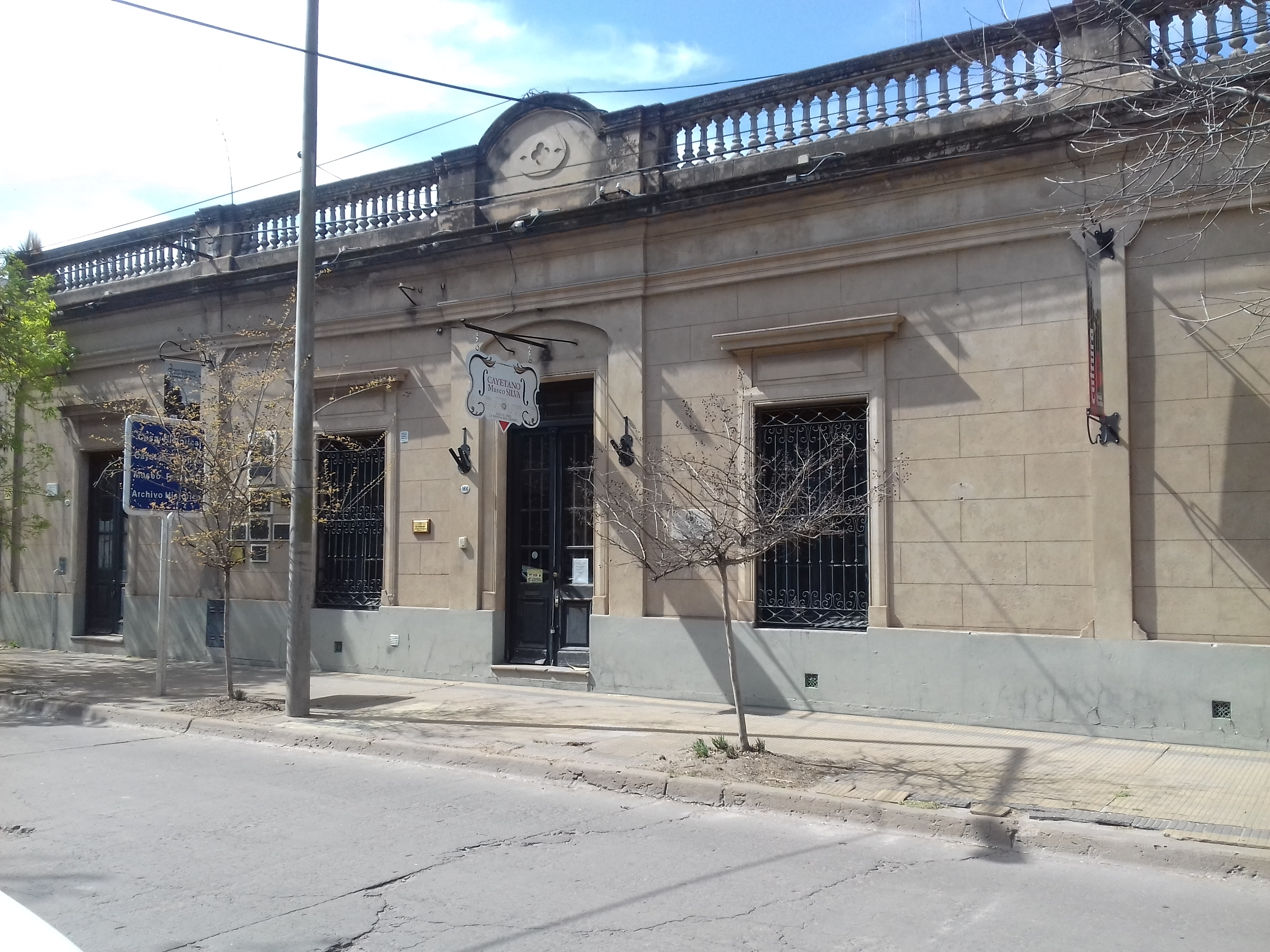
Museo "Cayetano Alberto Silva"

El Museo Municipal y Archivo Histórico "Cayetano Alberto Silva", donde en 1901 el compositor urugayo Cayetano Alberto Silva escribió la Marcha San Lorenzo, dedicada al entonces Coronel Pablo Riccheri, Ministro de Guerra y modernizador del Ejército Argentino durante la Presidencia del General Julio Argentino Roca.

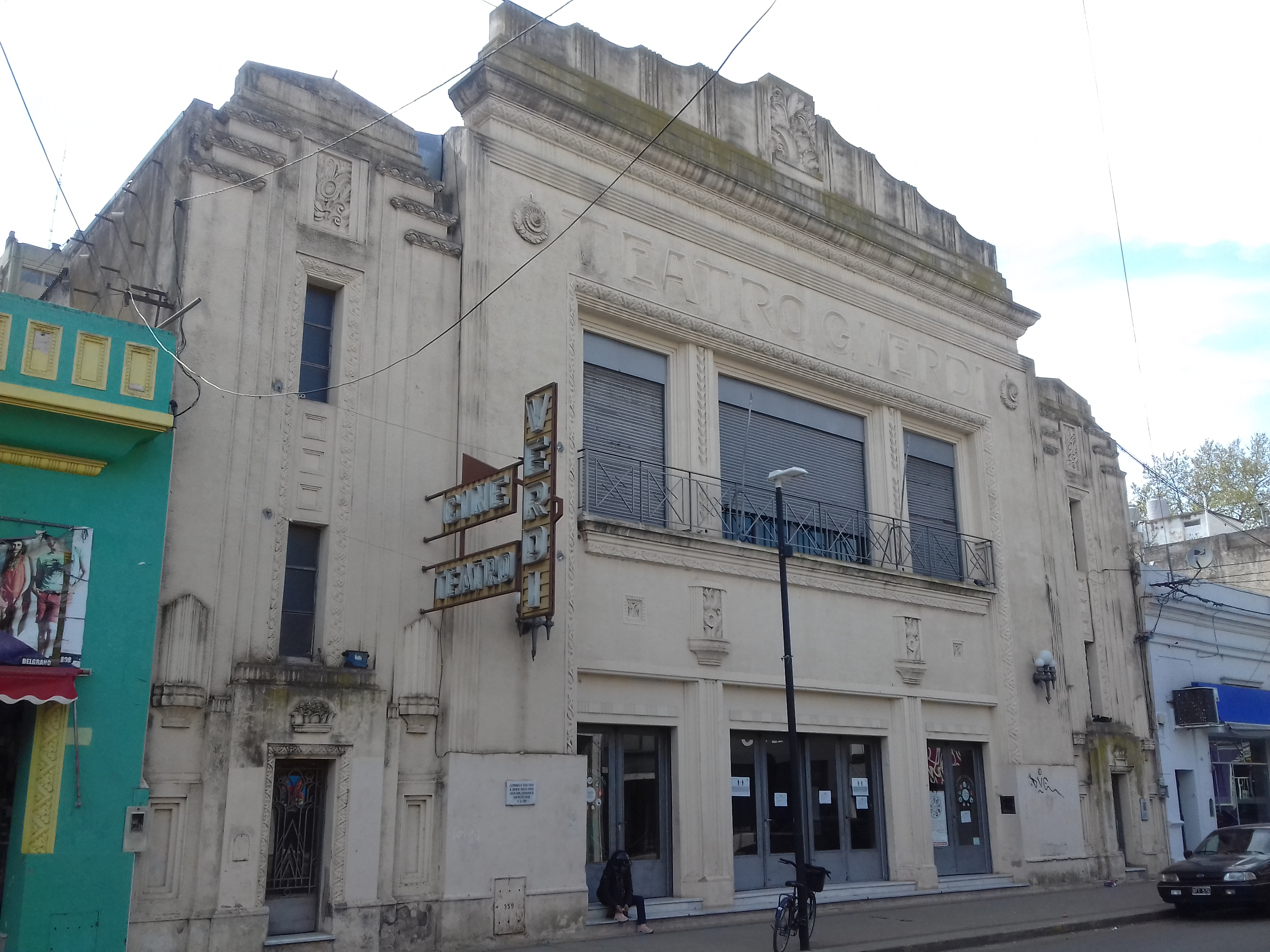
Teatro Verdi

## Teatros
- Centro Cultural Municipal
- Centro Cultural Provincial Ideal (ex Cine Teatro Ideal)
- Teatro Galpón del Arte
- Teatro Malandra
- Teatro Verdi

## Bibliotecas
- Biblioteca Juan Bautista Alberdi

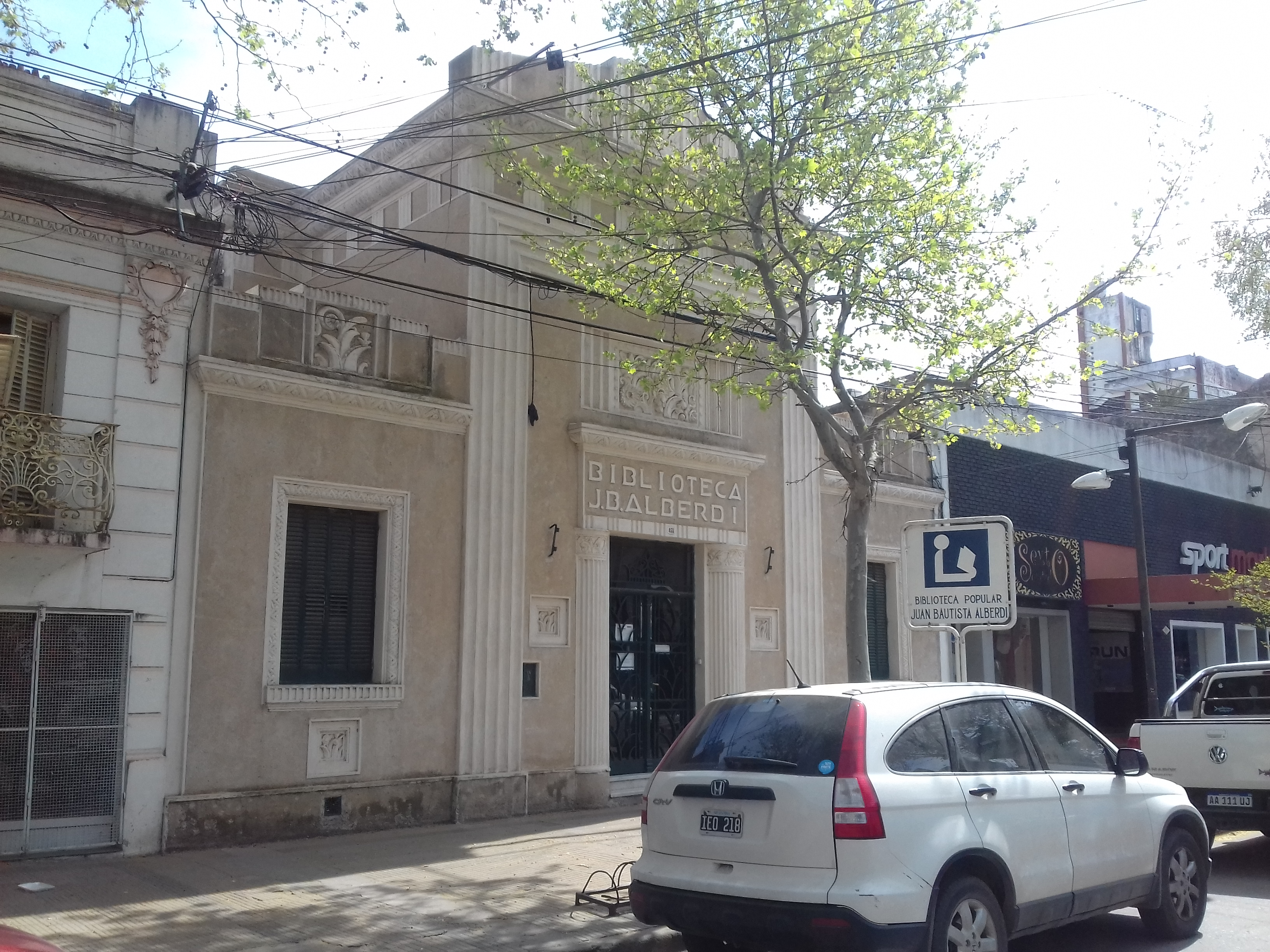
Biblioteca Juan Bautista Alberdi

- Biblioteca Popular Florentino Ameghino
- Biblioteca Rivadavia

## Fiestas
Cine Argentino en el Cine
En el mes de enero se realiza desde hace más de 10 años el ciclo de cine: Cine Argentino en el Cine, una muestra con lo mejor del año donde asisten reconocidos directores y actores de Argentina, convirtiéndose en un clásico para el circuito de muestras a nivel nacional. Organiza Grupo de Cine Venado Tuerto.
ExpoVenado
Durante agosto se realiza en la Sociedad Rural de Venado Tuerto la ExpoVenado, que reúne a las principales industrias del sector agropecuario. Es una de las exposiciones rurales más importantes del país. Conjuntamente se realiza el Salón del Automóvil, organizado por la escuela E.E.T. Nº483, importante evento donde se exponen autos y motos, tanto de colección, competición y tunning. En la última velada de ExpoVenado se elige a la Reina nacional de la semilla.
Fiestas patronales de la Virgen de la Inmaculada Concepción
El 8 de diciembre se realizan las fiestas de la patrona de la ciudad de Venado Tuerto.
Certamen Coral de música Popular Argentina y Latinoamericana
En la semana del 12 de octubre, desde el año 2003 se realiza en la ciudad el Certamen Coral de música Popular Argentina y Latinoamericana, al que concurren coros de todo el país e internacionales.
Expo Venado Educativa
En el mes de septiembre se realiza anualmente la Expo Venado Educativa organizada por el Rotary Club de Venado Tuerto, con el apoyo de la Municipalidad de Venado Tuerto y la región VII de Educación de la Provincia de Santa Fe, con el objetivo de acercar a los jóvenes la oferta educativa en Venado Tuerto y zona.

Con motivo de un nuevo aniversario de la ciudad, el tercer fin de semana de abril de cada año se realiza la Elección Reina Ciudad de Venado Tuerto y Provincial la Esmeralda del Sur.

## Demografía
Según el Instituto Nacional de Estadística y Censo (INDEC) Venado Tuerto cuenta con 82757 habitantes.
Es la mayor ciudad del departamento General López y la sexta de la provincia de Santa Fe.
| Gráfica de evolución demográfica de Venado Tuerto entre 1895 y 2022 |
|                                                                     |
| Fuente: Censos nacionales del INDEC.                                |

## Gobierno y Administración
El poder ejecutivo de la ciudad es ejercido por un Intendente, electo por el voto popular para un mandato de cuatro años. De él dependen las secretarías a cargo de las diferentes áreas.
Actualmente el intendente es Lionel Chiarella. luego de 24 años de un gobierno justicialista, ganó las elecciones un representante de la Unión Cívica Radical (Frente Progresista).
El poder legislativo se encuentra a cargo del Concejo Deliberante, quien sanciona las ordenanzas municipales. La mitad de su cuerpo se renueva cada dos años.

## Poder Ejecutivo
- Secretaría de Gobierno: Dr. Mariano De Mattia

- Secretaría de Desarrollo Humano: Mariana Iturbide
- Secretaría de Servicios y Obras Públicas: Guillermo Kovacevich

- Secretaría de Territorialidad y Desarrollo Cultural: Miriam Carabajal

- Secretaría de Control Urbano y Convivencia: Silvia Rocha

- Secretaría de Desarrollo Productivo: Camila Vicente
- Secretaría de Desarrollo Económico: Luis Viskovic

## Poder Legislativo
El Concejo Municipal de Venado Tuerto se conforma por 10 miembros: 
| Funcionario                 | Cargo             | Bloque/ Partido       | Mandato   |
| --------------------------- | ----------------- | --------------------- | --------- |
| Juan Ignacio Pellegrini     | Presidente        | Unión Cívica Radical  | 2021-2025 |
| Florencia Giacometti Torres | Vicepresidente 1° | Ciudad Futura         | 2023-2027 |
| María Veronica Ruiz         | Vicepresidente 2° | Propuesta Republicana | 2021-2025 |
| Bruno Ignacio Taddia        |                   | Ciudad Futura         | 2021-2025 |
| Micaela Ursula Meinero      |                   | Partido Socialista    | 2023-2027 |
| Sebastián Darío Roma        |                   | Partido Justicialista | 2021-2025 |
| Guillermo Ademar Barbey     |                   | Unión Cívica Radical  | 2023-2025 |
| Santiago Meardi             |                   | Unión Cívica Radical  | 2023-2027 |
| Carlos Alejandro Jordán     |                   | Unión Cívica Radical  | 2023-2027 |
| María Florencia Di Pizio    |                   | Unión Cívica Radical  | 2023-2027 |

## Medios de Comunicación

### Televisión
Venado Tuerto cuenta con tres empresas prestadoras de TV: IP-Tel (desde 2016), Personal Flow y VenadoVisión. Estas 2 últimas empresas brindan sus propias señales locales:
- Personal Flow: Canal 8 Venado Tuerto, disponible tanto en el servicio digital como en el analógico por cable, en el canal 7.
- VenadoVisión: Canal 12, disponible en el servicio analógico por cable en el canal 12, y Ver Tv, disponible en el servicio analógico por cable en el canal 98.

Hasta mediados del 2012 , la ciudad disponía de dos canales a través de señales analógicas por aire:
- El Tres, canal de Rosario operado por Televisión Litoral S.A. Su sintonía era el canal 9.
- Telefe Rosario, operado por Telefe. Su sintonía era el canal 13.

### Periódicos
- Diario El Informe
- Diario La Guía
- Diario Digital De Venado
- Diario Digital Leguas Noticias
- Diario Digital Noticias Venado
- Diario Digital Radios De Venado
- Diario Digital Venado 24

### Radios
| Frecuencia         | Emisora                    | Notas                                                                                                |
| ------------------ | -------------------------- | --- |
| FM 88.1            | Radio Ciudad Venado Tuerto | Emisora pública de la ciudad.                                                                        |
| FM 88.9            | Cadena 3                   | Repetidora de AM Cadena 3, de Córdoba.                                                               |
| FM 89.3            | Raíces                     | |
| FM 89.7            | Nazareth                   | |
| FM 90.7            | La Radio de Mil9           | Emisora propia del bar y restaurante 1927 Multiespacio.                                              |
| FM 91.1            | Dale!                      | La radio, fundada en 2011, es una de las más escuchadas en Venado Tuerto y la región.                |
| FM 92.1            | Nostalgia                  | |
| FM 92.7            | La Big Venado Tuerto       | Emisora perteneciente al grupo Máxima Medios, repetidora de La Big FM, de Rosario, Santa Fe.         |
| FM 96.3            | Vida                       | Repetidora de FM Vida, de Rosario, Santa Fe.                                                         |
| FM 97.3            | Radio Rivadavia            | Emisora perteneciente al grupo Máxima Medios, repetidora de Radio Rivadavia AM 630, de Buenos Aires. |
| FM 100.7           | Urbana Classics            | |
| FM 101.3 y AM 1430 | LT29 Venado Tuerto         | Canal 8 Venado Tuerto retransmite la señal por las mañanas, con imágenes desde estudios en vivo.     |
| FM 102.7           | Máxima FM                  | Emisora perteneciente al grupo Máxima Medios.                                                        |
| FM 103.3           | Explosión                  | Popularmente conocida como "La Radio del Marchu".                                                    |
| FM 104.1           | La 100 Venado              | Repetidora de FM La 100, de Buenos Aires.                                                            |
| FM 104.5           | La Nueve                   | |
| FM 106.5           | Radiofónica Venado Tuerto  | Emisora repetidora, perteneciente al grupo Radiofónica Medios, de Rosario, Santa Fe.                 |

## Iglesias y Cultos
- Amigos del Dharma Congregación Budista
- Asociación Escuela Científica Basilio Nº 4
- Capilla Jesús Misericordioso
- Capilla Nuestra Señora del Luján
- Capilla Rosa Mística
- Capilla Sagrado Corazón de Jesús
- Capilla Santa Rosa
- Iglesia Adventista del 7º Día
- Iglesia Catedral Inmaculada Concepción
- Iglesia de Jesucristo de los Santos de los Últimos Días
- Iglesia Evangélica Bautista
- Iglesia Evangélica Cristiana
- Iglesia Metodista Episcopal
- Iglesia Ortodoxa
- Iglesia Universal del Reino de Dios
- Obispado de Venado Tuerto
- Parroquia Nuestra Señora de la Misericordia
- Parroquia Nuestra Señora del Perpetuo Socorro
- Parroquia San Cayetano
- Parroquia San José Obrero
- Parroquia Santa Elena
- Parroquia Santa María Josefa Rossello
- Salón del Reino de los Testigos de Jehová

## Personalidades
- Marcos Antonio Zar (1891-1955): Militar, fundador de la Aviación Naval Argentina.
- Roberto Cavanagh (1914-2002): Polista de nivel internacional que formó parte del multicampeón The Venado Tuerto Polo & Athletic Club.
- Marcos Ciani (1923-2007): Piloto automovilístico de TC (nacido en Rufino).
- Ricardo Ceppi (1931-2017): Héroe de la Expedición Argentina al Polo Sur, de 1965. Integró la primera expedición terrestre al Polo Sur, bautizada como Operación 90 , izó nuestra bandera en el vértice sur de la Patria y del mundo, coronando una aspiración de los argentinos iniciada en 1951, con la fundación de la Base San Martín debajo del círculo polar antártico.
- Norma Nolan (1938-): Primera Argentina en obtener el título de Miss Universo en 1962.
- Chris de Burgh (1948-): Compositor y cantante argentino-irlandés. Autor de The Lady in Red, canción de 1986 que fue Nº 1 en el UK Singles Chart.
- José "Jota" Morelli (1962-): Baterista. Acompañó a distintas bandas y solistas de Argentina y el mundo como La Torre, Luis Alberto Spinetta, Fito Páez, Alejandro Lerner, Diego Torres, Patricia Sosa, David Lebón, Lito Vitale y Luis Salinas, entre muchos otros.
- José Cibelli (1964-): Pionero en los estudios de la clonación con células transgénicas somáticas para la producción de animales y de células madre embriónicas, fue responsable por el desarrollo de los primeros terneros clonados. Sus investigaciones también se desenvolvieron en seres humanos. En este sentido, fue el primero en realizar con éxito una clonación terapéutica humana.
- Héctor Camps (1966-2010): Periodista y relator deportivo.
- Federico Lussenhoff (1974-): Futbolista profesional internacional, actualmente secretario técnico de Club Atlético Rosario Central.
- Pablo Giralt (1974-): Periodista deportivo y relator de fútbol reconocido en Sudamérica.
- Walter Herrmann (1979-): Jugador argentino de baloncesto, que pasó por dos franquicias la NBA y es Campeón Olímpico con el seleccionado argentino.
- Leo Genovese (1979-): Pianista y compositor de Jazz. Radicado desde 2001 en Nueva York, grabó y compartió escenario con Esperanza Spalding, Terri Lyne Carrington, Milton Nascimento y Wayne Shorter, entre muchos otros; con este último consiguiendo un Premio Grammy por Mejor Solo de Jazz Instrumental en 2023.
- Guillermo Coria (1982-): Extenista profesional argentino, que alcanzó la final del Abierto de Francia en 2004 y ganó 2 torneos Masters Series entre importantes logros (nacido en Rufino).
- Exequiel Porta (1984-): Científico y profesor universitario del Reino Unido, especialista en enfermedades infecciosas y cofundador de la Red Global en Enfermedades Desatendidas.
- Ever Franetovich (1992-): Piloto de automovilismo.
- Federico Camps (1993-): Periodista y relator de automovilismo.
- Nicolás Ibáñez (1994-): Jugador profesional de fútbol.
- Richard Rolando (1994-): Piloto de automovilismo.